# Puppenräuber
Die Puppenräuber (Calosoma) sind eine Gattung aus der Familie der Laufkäfer (Carabidae). Es handelt sich bei ihnen um sehr auffällige Käfer mit einer Körpergröße von 16 bis 30 Millimetern. Je nach Quelle werden etwa 130 bis 170 Arten der Gattung in mehreren Untergattungen angegeben. In Mitteleuropa leben fünf Arten dieser Gattung, drei davon sind auch in Deutschland zu finden.

## Merkmale

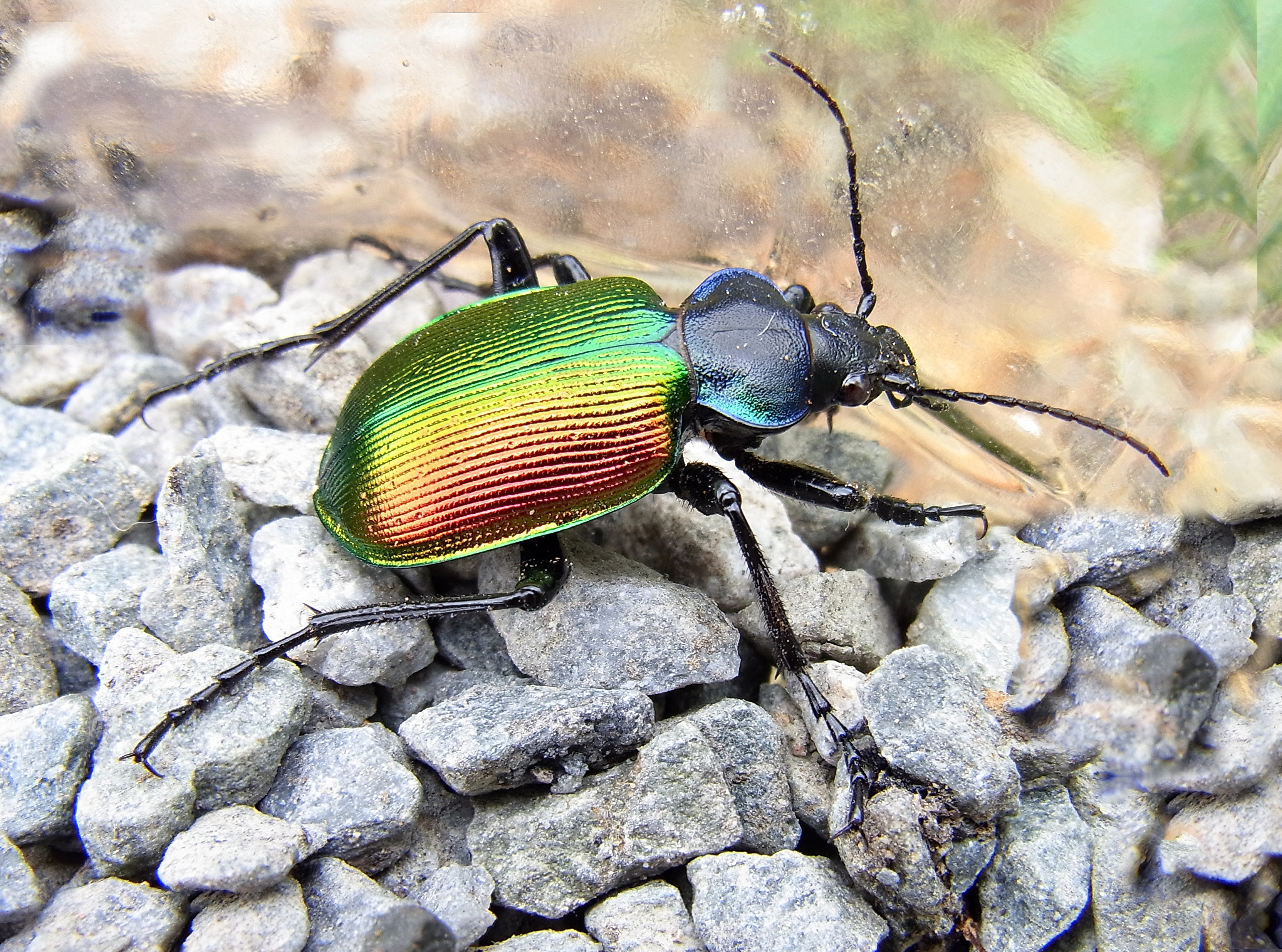
Großer Puppenräuber (Calosoma sycophanta)

Das auffälligste Merkmal der Puppenräuber ist der Halsschild, der deutlich breiter als lang ist. Am Übergang zu den Flügeldecken ist er jedoch enger als bei den Echten Laufkäfern, so entsteht eine angedeutete Taille. Die Färbung der Tiere variiert, ist jedoch häufig metallisch grün, violett oder blau, der Goldpunkt-Puppenräuber ist schwarz und hat goldene Flecken auf den Flügeldecken (Elytren). Die Mandibeln der Käfer sind lang und kräftig sowie mit Zähnen bewehrt, eine Tastborste auf der Mandibel existiert nicht. Weitere Bestimmungsmerkmale sind die vier kahlen Antennengrundglieder, die Überaugenborste und die Lage des Enddorns der vorderen Schiene (Tibia) an deren Ende.

## Lebensweise
Puppenräuber sind, wie der Name bereits andeutet, räuberische Laufkäfer, die sich primär von Schmetterlingslarven ernähren. Dabei sind sie bekannt und geschätzt als Vertilger schädlicher Raupen wie der Gammaeule (Autographa gamma), der Kieferneule (Panolis flammea), des Schwammspinners (Lymantria dispar) und der Nonne (Lymantria monacha). Dabei leben der Große Puppenräuber (Calosoma sycophanta) und der Kleine Puppenräuber (C. inquisitor) sowie ihre Larven in Bäumen, die anderen Arten jagen überwiegend am Boden. Alle Puppenräuber gelten als gute Flieger.
Die Lebensdauer der Käfer kann drei bis vier Jahre betragen, die Larvenzeit dauert allerdings nur zwei bis drei Wochen. Die Eier werden in den Boden abgelegt. Besonders bei Massenauftreten von Schmetterlingsraupen treten auch die Käfer lokal sehr häufig auf. Die Überwinterung erfolgt als Imago.

## Arten
In Mitteleuropa leben fünf Arten der Gattung Calosoma, drei davon sind auch in Deutschland zu finden. Im Allgemeinen werden die Puppenräuber gemeinsam mit den Echten Laufkäfern (Carabus) und der Gattung Procerus in eine Unterfamilie Carabinae vereint. Alle Arten der Puppenräuber in Deutschland sind durch die Bundesartenschutzverordnung geschützt.
- Großer Puppenräuber (Calosoma sycophanta)
- Kleiner Puppenräuber (Calosoma inquisitor)
- Goldpunkt-Puppenräuber (Calosoma auropunctatum)
- Genetzter Puppenräuber (Calosoma reticulatum)
- Calosoma investigator

## Bedrohung und Schutz
Die Hauptgefährdung der Puppenräuber geht vom Einsatz von Insektenvertilgungsmitteln sowie vom Rückgang der natürlichen Habitate der Tiere aus, vor allem der Trockenrasen. In Deutschland und anderen mitteleuropäischen Staaten stehen entsprechend alle Puppenräuber-Arten unter Naturschutz.

## Belege
1. ↑  Systematic framework. In: calosomas.com. Abgerufen am 15. Mai 2021.